# Asia Carrera
Asia Carrera (Nova York, 6 d'agost de 1973), de nom real Jessica Andrea Steinhauser, és una actriu estatunidenca de cinema pornogràfic.

## Infantesa i educació
Asia Carrera nasqué a Nova York de pare japonès i mare alemanya, i és la més gran de quatre germans.
Va créixer a Little Silver, Nova Jersey, i es formà a les Little Silver Public Schools i la Red Bank Regional High School. Estudià piano en la infantesa, i va tocar al Carnegie Hall en dues ocasions abans d'arribar als quinze anys. Amb 16 anys fou mestra de llengua anglesa a una escola de Tsuruga, al Japó. En fer els 17, va escapar-se de casa perquè considerava que els seus pares la pressionaven massa de cara a obtenir èxits acadèmics com a estudiant. Va completar la seva formació a la Rutgers University, amb estudis d'Empresarials i de Llengua Japonesa, i és membre de Mensa International.

## Actriu porno
Asia Carrera va començar treballant durament els anys noranta com a ballarina go-go en diversos locals a la seva Nova Jersey d'adopció.
Després d'aparèixer fotos seves a algunes revistes per a adults, va treballar en la seva primera filmació pornogràfica el 1993, amb vint anys. Al final d'aquest any es traslladà a Califòrnia per a endinsar-se al negoci de la pornografia.
Després d'una prolífica carrera de deu anys, amb uns 381 títols filmats i tres com a directora, anuncià la retirada el desembre del 2003.
De vegades apareix als títols com a Asia o com a Jessica Bennett.
Carrera ha escrit, produït i dirigit pel·lícules, també realitzava el seu propi maquillatge i estilisme, i també feia el de la resta d'actrius de les seves pel·lícules.
Tal com acostumen a fer les actrius de cinema pornogràfic, na Jessica Andrea Steinhauser va posar-se el pseudònim d'"Asia Carrera". Segons les entrevistes que se li han fet, va triar aquest nom tot inspirant-se en l'actriu Tia Carrere -a qui s'assembla força-, tot variant-ne la grafia per raons legals.
Un cop expirà el seu contracte amb la productora Vivid Video a mitjans dels noranta, Carrera es feu col·locar un piercing a la vulva i més tard s'operà els pits, tot guanyant una talla. Més tard es tornà a operar i ara fa servir una talla D com a mínim.
Carrera va escenificar molt poques penetracions anals en la seva filmografia. La seva primera escena al film A Is For Asia (pel·lícula de la qual és propietària de tots els drets), va tenir lloc un cop acabà el seu contracte amb Vivid.

## Altres interessos
Carrera, que es descriu ella mateixa com "la 'nerd' del porno", té una presència notable a Internet. Proclama amb orgull que creà la seva pròpia web a finals dels noranta, àdhuc escrivint-ne el codi font i editant-ne les imatges.
És una àvida jugadora del videojoc Unreal Tournament i ha dissenyat les seves pròpies "skins" del joc; fou destacada al show Players de la cadena de televisió G4 especialitzada en jocs, on revelà que el seu nom fictici era "Megabitchgoddess." Asia va crear el seu propi servidor per a Unreal Tournament, que allotjava mapes dissenyats pels fans que freqüentaven la sala de xat que ella hostatjava a la seva pròpia web des del 1997. Asia també és una afeccionada als cotxes Corvette, però ho va deixar de banda quan va decidir formar una família.
Asia va posar la seva veu als personatges d'algunes pel·lícules hentai, com són Inmu i Shusaku.

## Aspectes personals
El 1995, Carrera es casà amb el director de cinema per a adults Bud Lee. Varen divorciar-se el 2003 després d'una llarga separació, però continuaren essent amics. Carrera va conèixer després en Clarke, un company de rodatge, amb qui va tenir una relació durant uns anys fins que el visat d'ell expirà i hagué de tornar a Anglaterra. Poc temps més tard va casar-se amb l'escriptor i nutricionista Don Lemmon el 19 de desembre del 2003. La parella es traslladà a Saint George, Utah, on Carrera donà a llum la seva primera filla, Catalina, el 4 de maig del 2005.
Mentre estava embarassada de vuit mesos del seu segon fill, Don morí en un accident de cotxe prop de Las Vegas el 10 de juny del 2006. Trista i amoïnada per la possibilitat de no poder mantenir tota sola els seus dos fills, Carrera començà a demanar donacions a la seva web personal. No obstant Carrera rebé un missatge d'una companyia d'assegurances que li recordava l'existència d'una assegurança de vida pertanyent al seu marit, i aquest fet va solucionar-li els problemes econòmics.
El seu segon fill, nascut el 31 de juliol del 2006, havia de dir-se primerament Devin; però després de la mort d'en Lemmon va decidir anomenar-lo Donald Edward Lemmon III. Va tenir el nen a casa seva mitjançant un part natural, ja que la parella havia decidit tenir el nen per reproducció inassistida.
El 13 de maig del 2007, Asia anuncià a la seva web que estava obtenint assessorament legal per tal de canviar el nom del seu fill per Devin D'Artagnan Lemmon, en honor de Devin DeVasquez, la dona que li presentà en Donald. Asia explicava que "Ell no és en Don, no ho serà mai, i em venen ganes de plorar quan algú em diu: 'Oh que n'és de maco, com es diu?'"
Cansada dels plagiaris, Asia ha penjat el seu perfil personal autèntic a MySpace.
El 18 de març del 2007 anuncià al seu Blog que, "probablement", un cop l'stock dels seus productes de marxandatge s'exhaurís, eliminaria la seva web. "He de proporcionar als meus fills l'anonimat que es mereixen. Necessito deixar d'ésser famosa per tal que els meus fills puguin créixer sense patir cap rebuig de la gent, a causa de qui ha estat la seva mare."

## Comentari entorn el cas de Susan Russell
El 2006, el diari de Saint George The Spectrum demanà a Asia que expressés un comentari respecte al cas de na Susan Russell, que fou sancionada amb quinze penes de tercer grau per delicte de distribució de material pornogràfic. Russell, suposadament, va vendre material d'aquest tipus, incloent-hi joguines eròtiques, a la seva botiga Earrings and More Store, tot violant les normes del seu petit poble, dominat per mormons, per la qual cosa fou jutjada per la Cort Suprema. Carrera opinà al respecte: "Jo vaig traslladar-me intencionadament a Saint George amb el meu marit, per tal de poder criar els nostres fills en un ambient conservador, sense delinqüència, en un lloc acollidor i familiar. Jo aprecio les normes d'aquest indret, i això farà que els meus fills difícilment es fiquin en problemes quan siguin grans".
Tanmateix, digué: "tinc alguna objecció amb la pornografia que es va vendre aquí? No pas. La pornografia no em suposa cap problema. Creieu-me, no s'hi explota la dona, i mai s'ha demostrat científicament que el fet de veure cinema porno faci augmentar la delinqüència, ja sigui la violació, la pedofília o qualsevol altre crim sexual".
No obstant va reiterar que el conservadorisme de la vila fou la raó que la va empènyer a traslladar-se a Saint George, i que no tenia intenció de desafiar-la, ni tan sols pel que fa a l'arrest de persones per distribuir les pel·lícules que ella mateixa havia protagonitzat.